# Veronika Preining
Veronika Preining (21 novembre 1965) è una sciatrice austriaca paralimpica, che ha rappresentato l'Austria nello sci alpino paralimpico ai Giochi paralimpici invernali del 1984 a Innsbruck e nello sci nordico sempre a Innsbruck nel 1988, vincitrice di sei medaglie, di cui due ori, tre argenti e un bronzo.

## Carriera

### Sci alpino
Al 1º posto nella discesa libera in 2:06.14	(Sheila Holzworth concluse la gara in 2:32.42 e Cara Dunne in 2:36.93), medaglia d'argento in supercombinata B1 (con un tempo realizzato di 2:44.63) e di bronzo nella gara di slalom gigante categoria B1 in 6:15.91 a Innsbruck 1984.

### Sci nordico
Quattro anni più tardi, sempre a Innsbruck 1988, vinse l'oro nella gara di 5 km davanti all'alteta finlandese Kirsti Pennanen e a quella russa Valentina Grigor'eva, l'argento nella gara di 10 km e il bronzo nell'evento 3x5 km stafetta categoria B1-3.

## Palmarès

### Paralimpiadi
Sci alpino
- 3 medaglie:
  - 1 oro (discesa libera B1 a Innsbruck 1984)
  - 1 argento (supercombinata B1 a Innsbruck 1984)
  - 1 bronzo (slalom gigante B1 a Innsbruck 1984)

Sci nordico
- 3 medaglie:
  - 1 oro (5 km B1 a Innsbruck 1988)
  - 2 argenti (5 km B1 e 3x5 km stafetta B1-3 a Innsbruck 1988)